# 永山则夫
永山则夫（日语：／ Nagayama Norio，1949年6月27日—1997年8月1日），日本连环杀手，小說家。1968年10月到11月期間，在東京、京都、北海道、愛知四地以相似的手法犯下四起連環搶劫殺人案。隔年三月，永山為了埋藏做案槍枝，深夜偷偷潛入明治神宮準備把槍埋在森林中，過程被保安發現，一番槍戰逃亡後被趕來的支援警力逮捕。在監獄中候審，與判決後等待執刑的期間，永山在獄中開始了小說家活動，1983年發表的小說《木橋》獲得了第19屆新日本文學獎。
永山則夫犯案手法殘忍，但是其成長階段所遭遇的一連串悲慘遭遇中所種下的惡因亦難以無視，因此在庭審時期引發了當深刻的討論，最後並引申出了日本近代法律中對是否判決死刑的重要的準則之一，永山基準。

## 生平
永山則夫出生于北海道网走市，在八個兄弟姊妹中排行第七。永山家的父親雖然是農業試驗所的蘋果栽培師，但因為好賭，從不養家，孩子都由做推銷員的母親養大。由於母親忙於工作，永山家的弟妹全部都由年紀最大的大姊帶大。1953年，永山四歲，23歲的大姊在這一年遭到離婚與流產的雙重打擊，精神崩潰，入住精神病院治療。長女住院幾個月後，身兼多職實在無法承受的永山母親決定帶著孩子返回青森老家，但是因為沒錢買車票，包含永山在內的四個孩子被棄養在北海道。母親離開後，永山等四個孩子靠撿破爛與去河中撈魚勉強活了下去，直到一位鄰居實在看不下去，通報了福利單位，四個孩子才由福利單位送往青森與母親團聚。由於此事發生時永山還太小，沒有理解發生了什麼事，等到年齡夠大到可以理解發生什麼事時，被母親拋棄這件事對他造成了很深的影響。
入學後，外來的永山因為不會講當地方言而經常被欺負，因此他經常逃課。中學一年級時，永山父親過世。由於永山離開北海道時年紀尚小，對父親始終抱有一份憧憬，然而在厭惡永山的二哥的刻意打擊下，父親的真面目被粗暴的呈現在永山面前，加上此前曾被母親拋棄的現實，導致永山的心理狀況開始逐漸扭曲，外在表現是開始出現家暴行為，在家中動輒打罵妹妹與姪女。
中學三年級時，永山母親因腦中風住院，永山的妹妹與姪女為了逃避永山，以照顧為由長期住在醫院，其他兄姊大多也早已各自離家，永山有長達五個月的時間完全獨居，這種經歷讓他感覺又被家人拋棄，為了排遣孤寂，他開始與一些不良少年往來，學會了抽菸喝酒等不良嗜好，還染上了竊盜的惡習。
1965年3月，中學畢業的永山從青森前往東京參加集團就職，被安排到一間高檔水果店就業，工作認真、學習快的永山很快獲得了店長的賞識，與另外一位資深員工一起被調給了另外一家新開的店做為開幕店員。幾個月後，該集團負責召募的人員在次前往青森招募時意外發現永山曾有竊盜的前科，返回東京後告知了水果店的店長，但是永山工作認真、從無劣跡，同事客人對他的評價都很好，因此店長完全不以為意，但是該主管卻總是時不時刻意跑來提醒永山公司知道他有前科這件事，不堪受辱的的永山憤而離職。離職後的永山前往荻窪投靠三哥，然而卻遭到了無情的拒絕，連家人都無法依靠的絕望感讓永山升起了離開日本的想法。
1965年中，永山帶著一些家當，偷偷跑進橫濱港，潛入了一艘準備往南航行的貨櫃輪，在香港靠岸時被船上的船員發現，經領事館遣返日本。被遣返後，永山經過住栃木縣小山市的大哥介紹，入職了一間位於宇都宮市的汽車鈑金工廠，期間因為與兄長爭執，為了讓兄長顏面無光而故意偷竊被抓。1965年11月2日，宇都宮家庭法院判決永山交付管束，10日被宇都宮少年鑑別所收容治療。
1966年初，結束治療的永山逃離了大哥的監護，以搭便車的方式取道前往大阪。永山在大阪的一間老牌米店找到了一份打雜的工作，雇主登記戶籍的時候，永山才發現自己的本籍一欄寫著「北海道網走市呼人無番地」，由於當時越獄題材電影『網走番外地』正當紅，讓永山產生了自己是在監獄中出生的錯覺（實際上只是因為當時他家的位置比較偏僻，沒有編列那麼詳細地址的必要），進而懷疑每個人都在嘲笑他的出身，甚至老闆的兒子去東京考大學也被他解讀成是要去查他的過去，因此他決定先下手為強，辭職。此時永山已經開始出現明顯的被害妄想症狀。離開大阪後，永山輾轉前往東京，先後在池袋與東京國際機場的咖啡店工作，但是每次都只要有一點風吹草動就逃亡式的辭職。
1966年9月6日，永山試圖潛入位於橫須賀的美軍基地，被巡邏的憲兵當場抓獲，移交給神奈川縣警後以竊盜罪逮捕。被捕後，永山被橫濱少年鑑別所收，期間遭到同房室友私刑虐待。

## 連續殺人事件
1968年10月初，永山则夫再次潜入横须贺美军基地，盗窃了一把左轮手枪和50发子弹，这把枪成为永山日后主要的作案工具。

### 东京事件
永山则夫于1968年10月11日晚犯下第一起案件。当时永山则夫在东京王子饭店门口被保安发现。保安不允许永山进入饭店参观，永山意欲闯入，被保安制服。由于担心被保安带到警局，导致在美军基地盗窃的事情败露，因此开枪射击保安后逃跑。保安送医后不治。

### 京都事件
东京事件三天后，1968年10月14日凌晨，逃亡到京都的永山在八坂神社遇到保安问话。永山误以为保安是来抓他的，因此朝保安开了四枪，保安送医不治身亡。

### 函馆事件
杀了两人后，永山携带左轮手枪拜访自己的二哥，声称自己走投无路，要求二哥给他钱，他称自己需要钱去北海道出生地網走市自尽。二哥劝他自首，永山拒绝。
永山携带8000日元前往北海道，但在札幌市期间放弃自尽念头，10月26日他抵达函馆，因为身上钱不多了，他决定抢劫。当天晚上他乘坐计程车，在车行驶到无人地区后永山开枪杀死司机，并抢走7000多日元。

### 名古屋事件
函馆事件后，永山从函馆返回横滨，又从横滨逃往爱知县名古屋市。1968 年11月5日清晨，名古屋市港区七板町 1-1 (《名古屋西作正株式会社竹中株式会社》) 在路的南侧)开枪打死了一名计程车司机，并偷走了车内现金。

## 被捕
由于一个月内连续发生四起恶性抢劫杀人事件，而且地域分散、受害者之间毫无联系，属于无差别流窜杀人事件，引起公众恐慌。但由于警方缺少线索，无法找到嫌疑人。
永山在名古屋事件后因为害怕，将手枪丢弃掩埋在横滨某地。但后来发现事件太过严重，导致警方紧追不舍，民间舆论沸腾，他担心手枪被人发现导致事情败露，便偷偷于1969年3月底将手枪带回住家。
由于手头缺钱，永山决定继续犯罪。4月7日1：40，永山携带手枪闯入一所学校，在办公室内偷窃，但由于触发警报，被保安发现。担心事情败露的永山又朝保安开枪，但保安成功躲过，永山只好逃到隔壁的明治神宫公园的树林内躲藏。由于涉及枪支，警方出动大量警力对明治神宫一带全面搜查，并于4点多将永山抓获。